# متحف البيت التاريخي

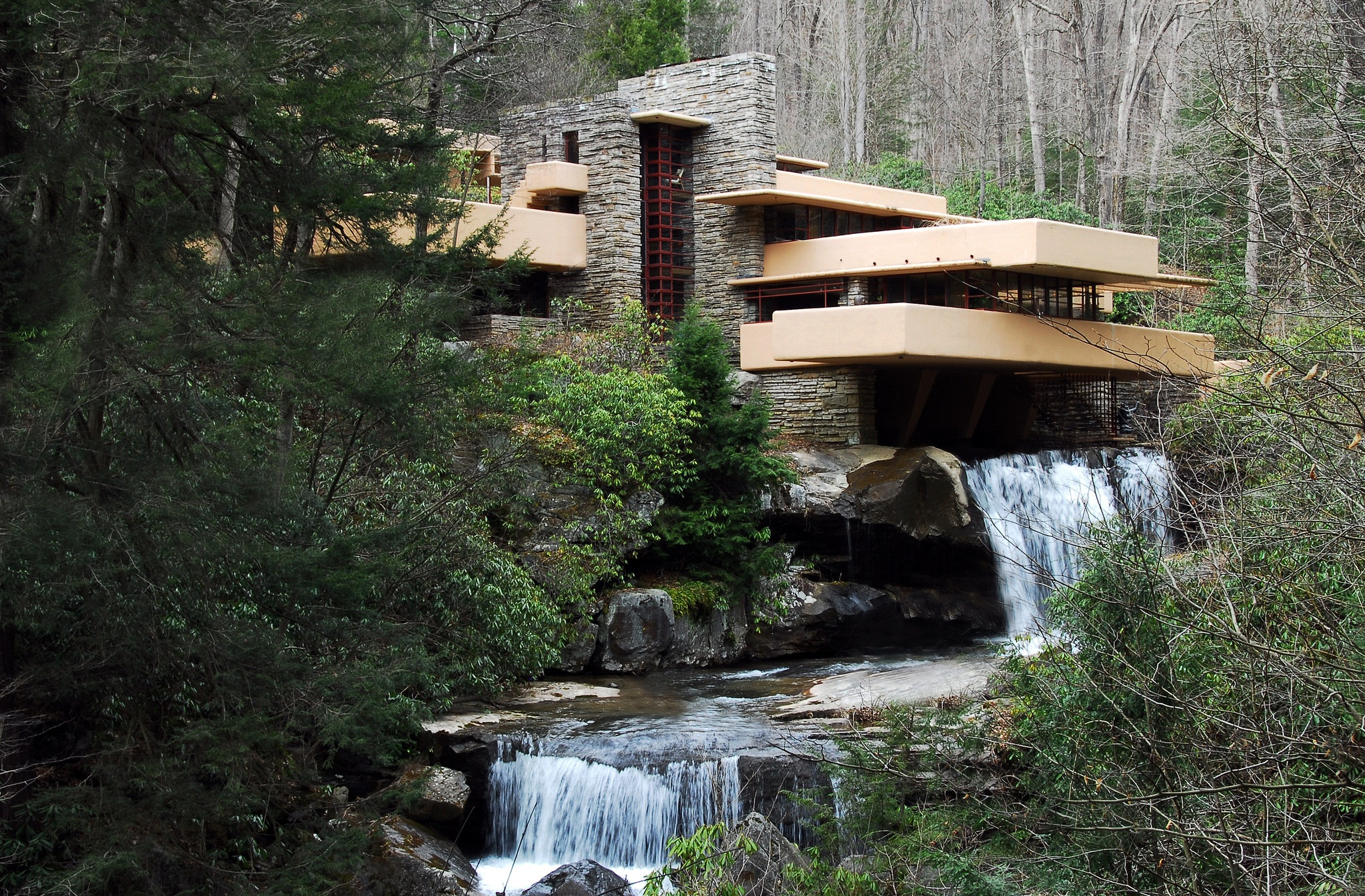
بيت الشلال هو متحف منزل تاريخي في ولاية بنسلفانيا تمت زيارته لتصميمه عام 1935 من قبل فرانك لويد رايت

متحف البيت التاريخي هو منزل ذو أهمية تاريخية يتم الحفاظ عليه كمتحف. قد يتم عرض المفروشات التاريخية بطريقة تعكس وضعها الأصلي واستخدامها في المنزل. تخضع متاحف المنازل التاريخية لمجموعة متنوعة من المعايير، بما في ذلك معايير المجلس الدولي للمتاحف . يتم تحويل المنازل إلى متاحف لعدد من الأسباب المختلفة. على سبيل المثال، كثيرًا ما يتم تحويل منازل الكتاب المشهورين إلى متاحف منزلية للكاتب لدعم السياحة الأدبية.

## عن المتحف

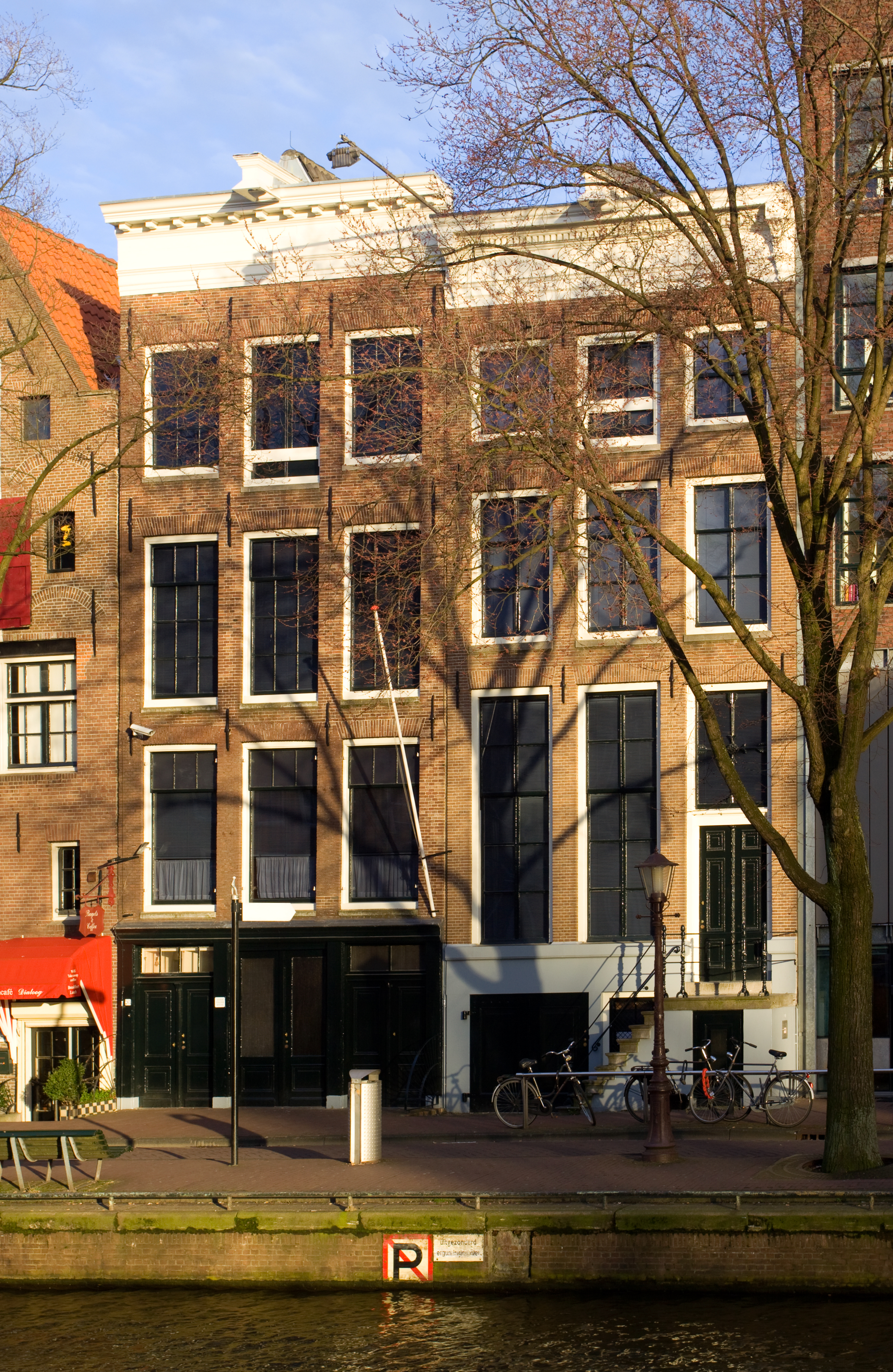
منزل آن فرانك

تُعرف متاحف المنازل التاريخية أحيانًا باسم "متحف الذاكرة"، وهو مصطلح يستخدم للإشارة إلى أن المتحف يحتوي على مجموعة من آثار ذاكرة الأشخاص الذين عاشوا هناك ذات يوم. غالبًا ما تكون مكونة من ممتلكات السكان وأغراضهم – وهذا النهج يهتم في الغالب بالأصالة . يتم تنظيم بعض المتاحف حول الشخص الذي عاش هناك أو الدور الاجتماعي الذي كان للمنزل. يمكن إعادة بناء متاحف المنازل التاريخية الأخرى جزئيًا أو كليًا لسرد قصة منطقة معينة أو طبقة اجتماعية أو فترة تاريخية. إن "سرد" الأشخاص الذين عاشوا هناك يوجه هذا النهج، ويملي الطريقة التي يتم بها إكماله. في كل نوع من المتاحف، يتعرف الزوار على السكان السابقين من خلال شرح واستكشاف التاريخ الاجتماعي.

## تأثيرات فلسفية وأيديولوجية

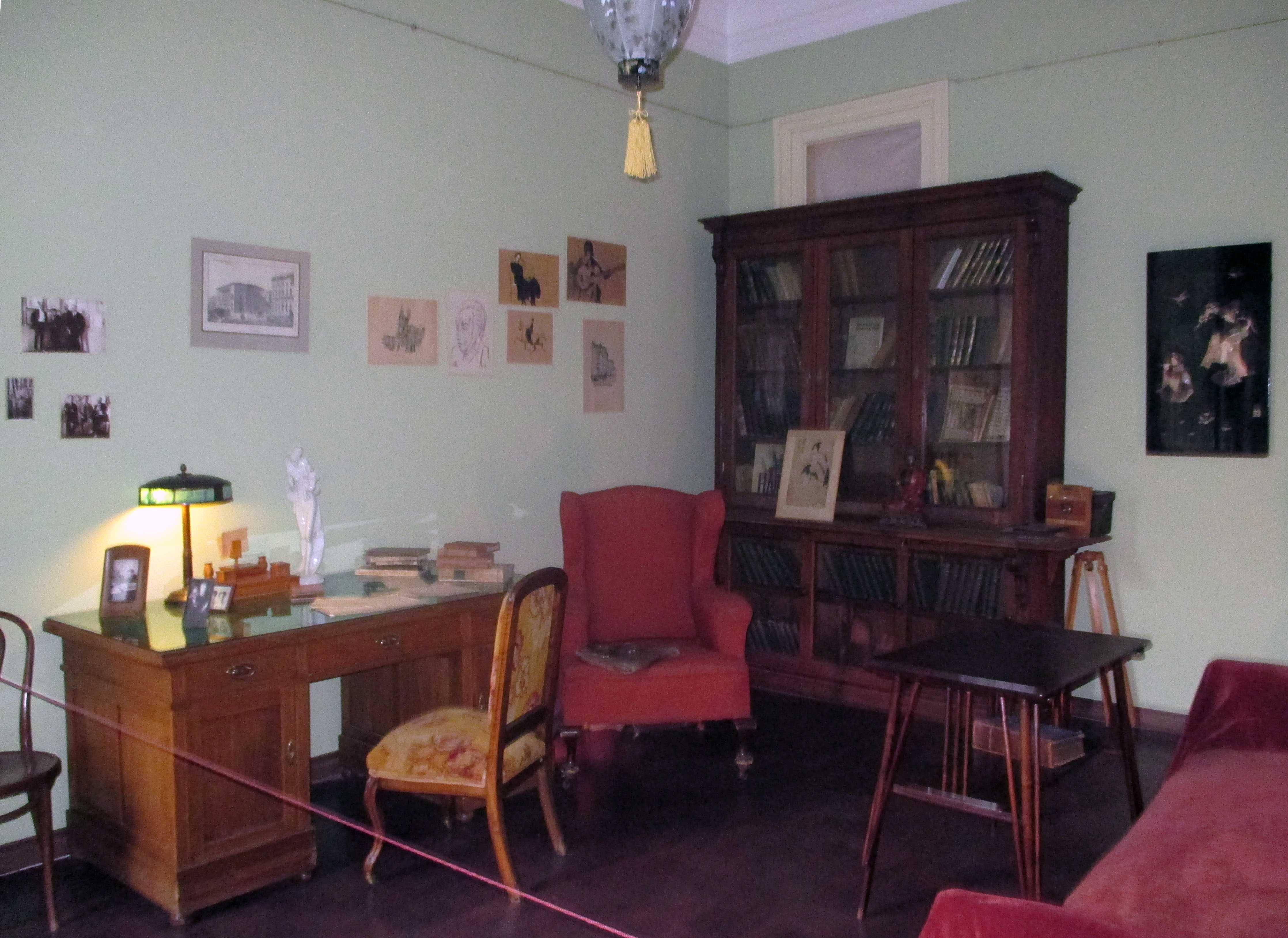
شقة-متحف آنا أخماتوفا، سانت بطرسبرغ

فكرة متحف البيت التاريخي مستمدة من فرع من التاريخ يسمى التاريخ الاجتماعي الذي يعتمد فقط على الناس وطريقة معيشتهم. وقد أصبح ذا شعبية كبيرة في منتصف القرن العشرين بين العلماء الذين اهتموا بتاريخ الشعوب، بدلاً من القضايا السياسية والاقتصادية. يظل التاريخ الاجتماعي فرعًا مؤثرًا من التاريخ. يضيف فيليب ج. إيثينغتون، أستاذ التاريخ والعلوم السياسية، إلى التاريخ الاجتماعي وعلاقته بالمواقع بقوله "كل فعل بشري يحدث ويصنع، الماضي هو مجموعة الأماكن التي صنعها الفعل البشري. التاريخ هو خريطة لهذه الأماكن."
وبعد هذه الحركة التاريخية، برز مفهوم "المتاحف المفتوحة". كان لدى هذه الأنواع المحددة من المتاحف مترجمون فوريون يرتدون أزياء يعيدون تمثيل حياة المجتمعات في العصور السابقة، والتي سيتم تقديمها بعد ذلك للجمهور الحديث. غالبًا ما كانوا يشغلون مباني ذات هندسة معمارية خشبية كبيرة أو مواقع خارجية ومناظر طبيعية، والتي كانت مطابقة للعصر، مما يضيف إلى الأصالة.

## ذاكرة جماعية

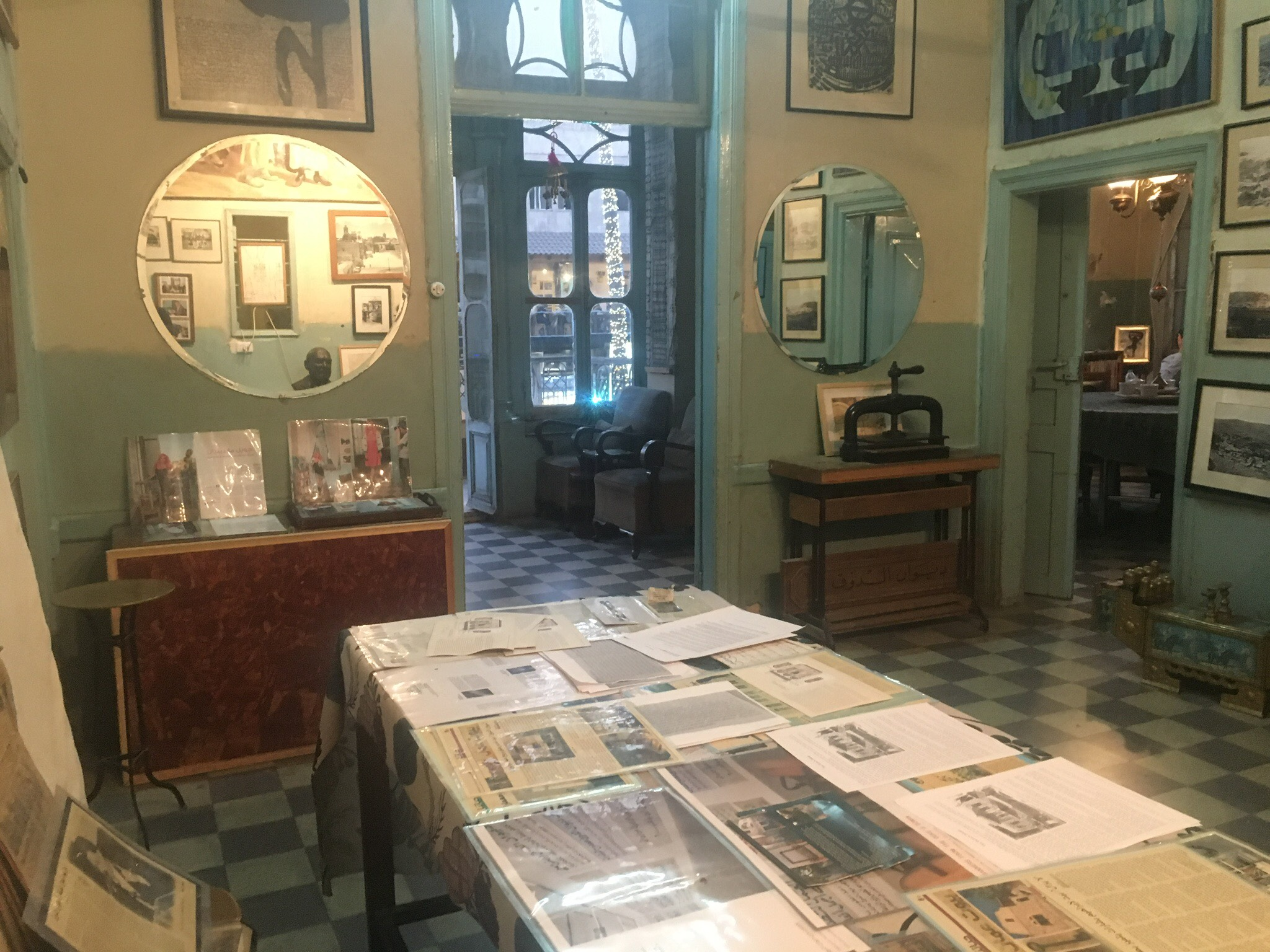
منظر داخلي لديوان الدوق في وسط مدينة عمان، الأردن

تُستخدم الذاكرة الجماعية أحيانًا في إحياء متاحف المنازل التاريخية؛ ومع ذلك، لا تستخدم جميع متاحف المنازل التاريخية هذا النهج. نشأت فكرة الذاكرة الجماعية من الفيلسوف وعالم الاجتماع موريس هالبواكس ، في "La Memoire Collective"("حول الذاكرة الجماعية"، 1950). تبحث هذه الأطروحة الموسعة في دور الأشخاص والمكان، وكيف أن الذاكرة الجماعية لا ترتبط بالفرد فحسب، بل إنها تجربة مشتركة. كما ركز أيضًا على الطريقة التي تتأثر بها الذاكرة الفردية بالبنى الاجتماعية، كوسيلة لمواصلة التنشئة الاجتماعية من خلال إنتاج الذاكرة كتجربة جماعية.
"إن كل جانب، كل تفصيل، من هذا المكان له معنى لا يفهمه إلا أفراد المجموعة، لأن كل جزء من مساحته يتوافق مع جوانب مختلفة من بنية وحياة مجتمعهم، على الأقل مع ما هو مستقر فيه ".
ومن الأمثلة على المواقع التي تستخدم الذاكرة الجماعية حديقة هيروشيما التذكارية للسلام في اليابان. لقد تم ترميمه وهو يعتمد على جدلية الذاكرة، إلا أنه يحتوي أيضًا على مهرجانات مبهجة لإخفاء الاضطراب. يلقي نص آثار هيروشيما (1999) نظرة على أهمية الذاكرة الجماعية وكيف أنها جزء لا يتجزأ من الثقافة والمكان. وبالتالي، فإن الذاكرة الجماعية لا تكمن في منزل أو مبنى فحسب، بل يتردد صداها أيضا في الفضاء الخارجي ــ وخاصة عندما يقع حدث ضخم، مثل الحرب.
"إن ترويض الذاكرة الذي يمكن ملاحظته في مشاريع إعادة تطوير المدينة يكشف عن وساطات محلية ومظاهر للقوى البنيوية العابرة للحدود الوطنية".
تحدث مشكلة إنشاء الذاكرة الجماعية داخل متاحف المنازل التاريخية عندما يتم رفض رواية أفراد من خارج العائلة، أو تجاهلها، أو رفضها تمامًا. داخل جنوب الولايات المتحدة، تشكل متاحف المزارع (المنازل السابقة للمستعبدين) جزءًا كبيرًا من مجتمع المتاحف وتساهم في الذاكرة الجماعية العنصرية للولايات المتحدة. ولأن المتاحف مسؤولة عن "بناء الهوية والذاكرة الثقافية والمجتمع"، فإن إهمال إدراج سرد جميع الأشخاص الذين عاشوا هناك أمر خطير. في حين أن بعض روايات متاحف المزارع قد تغيرت بعد احتجاج الجمهور والأكاديمية، فإن "متاحف المزارع تعكس وتخلق وتساهم في طرق عنصرية لفهم وتنظيم العالم" عن طريق الحد من رواية السكان المستعبدين أو إزالتها.

## أصالة
كما يجب أيضًا أخذ درجة من الأصالة في الاعتبار عند ترميم وإنشاء متحف منزل تاريخي. يجب أن تكون المساحة أصلية من حيث التكرار الحقيقي وتمثيل الطريقة التي كانت بها في شكلها الأصلي في السابق ويبدو أنها لم تُمس وتُركت في الوقت المناسب. هناك ثلاث خطوات عند الإعلان عن صحة المساحة:
1. يجب تقديم إثبات الهوية وتصديقه من قبل شخص موثوق به.
2. يجب بعد ذلك مقارنة سمات الشيء أو الشخص بالمعرفة الموجودة حوله.
3. يجب بعد ذلك استخدام الوثائق وبيانات الاعتماد لدعمها وبالتالي إعلان ما إذا كانت أصلية.

## منازل تاريخية في الولايات المتحدة

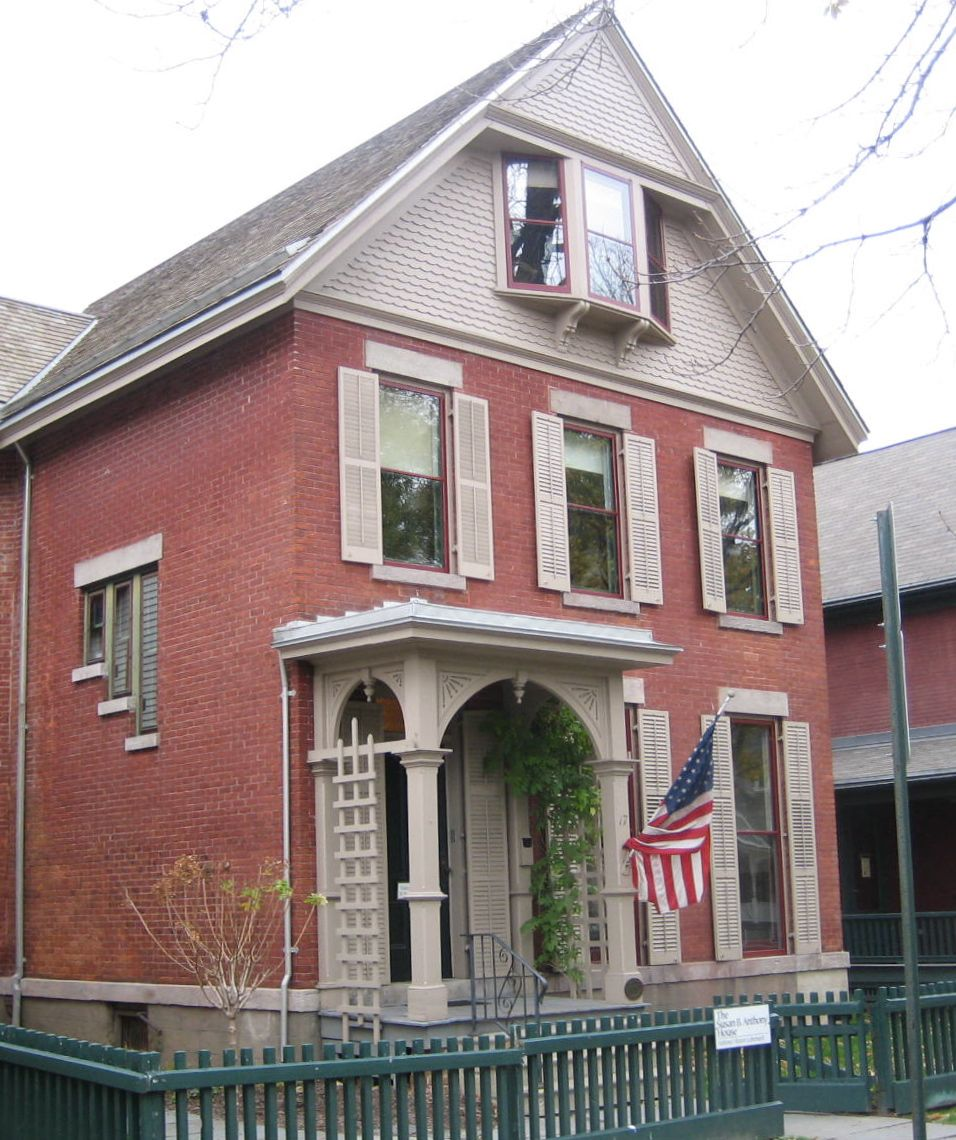
سوزان ب.أنتوني هاوس ، روتشستر، نيويورك

بدأت أولى مشاريع الحفاظ على المنازل التاريخية في خمسينيات القرن التاسع عشر تحت إشراف أفراد مهتمين بالصالح العام والحفاظ على التاريخ الأمريكي، وخاصة تلك التي تركزت على أول رئيس للولايات المتحدة. منذ إنشاء أول موقع تاريخي في البلاد عام 1850، وهو المقر الثوري لواشنطن في نيويورك، وجد الأمريكيون ميلًا للحفاظ على الهياكل التاريخية المماثلة. ازدادت شعبية إنشاء متاحف المنازل التاريخية خلال السبعينيات والثمانينيات من القرن العشرين، حيث أطلقت الذكرى المئوية الثانية للحرب الثورية موجة من الوطنية ونبهت الأمريكيين إلى تدمير تراثهم المادي. يعتمد تقليد ترميم منازل الماضي وتخصيصها كمتاحف على العادات الإنجليزية المتمثلة في الحفاظ على المباني والآثار القديمة. في البداية، اعتبرت المنازل جديرة بالادخار بسبب ارتباطها بأفراد مهمين، عادة من طبقات النخبة، مثل الرؤساء السابقين، أو المؤلفين، أو رجال الأعمال. وعلى نحو متزايد، ناضل الأميركيون من أجل الحفاظ على الهياكل المميزة للماضي الأميركي الأكثر نموذجية والتي تمثل حياة الناس اليومية، بما في ذلك الأقليات.
تعمل متاحف المنازل التاريخية عادةً بعدد قليل من الموظفين وبميزانيات محدودة. يتم تشغيل العديد منها بالكامل بواسطة متطوعين وغالبًا ما لا يستوفون المعايير المهنية التي وضعتها صناعة المتاحف. كشفت دراسة استقصائية مستقلة أجرتها بيجي كوتس في عام 1990 أن خمسة وستين بالمائة من متاحف المنازل التاريخية لم يكن لديها موظفين بدوام كامل، وأن 19 إلى 27 بالمائة من المنازل التاريخية توظف موظفًا واحدًا بدوام كامل فقط. علاوة على ذلك، تعمل غالبية هذه المتاحف بأقل من 50 ألف دولار سنويًا. وكشف المسح أيضًا عن تباين كبير في عدد الزوار بين متاحف المنازل المحلية والمواقع الوطنية. في حين زار متاحف مثل ماونت فيرنون وكولونيال ويليامزبيرغ أكثر من مليون سائح سنويًا، استقبلت أكثر من خمسين بالمائة من متاحف المنازل التاريخية أقل من 5000 زائر سنويًا.
تعد هذه المتاحف أيضًا فريدة من نوعها من حيث أن الهيكل الفعلي ينتمي إلى مجموعة المتحف ككائن تاريخي. في حين أن بعض متاحف المنازل التاريخية محظوظة لامتلاك مجموعة تحتوي على العديد من المفروشات الأصلية التي كانت موجودة في المنزل، إلا أن الكثير منها يواجه التحدي المتمثل في عرض مجموعة متوافقة مع الهيكل التاريخي. تختار بعض المتاحف جمع القطع الأصلية لتلك الفترة، في حين أنها ليست أصلية للمنزل. ويملأ آخرون المنزل بنسخ طبق الأصل من القطع الأصلية، التي أعيد بناؤها بمساعدة السجلات التاريخية. لا تزال متاحف أخرى تتبنى نهجًا أكثر جمالية وتستخدم المنازل لعرض الهندسة المعمارية والأشياء الفنية. نظرًا لأن المنازل التاريخية غالبًا ما كانت موجودة عبر أجيال مختلفة وتم نقلها من عائلة إلى أخرى، يجب على المتطوعين والمهنيين أيضًا تحديد الرواية التاريخية التي سيقولونها لزوارهم. تتعامل بعض المتاحف مع هذه المشكلة من خلال عرض عصور مختلفة في تاريخ المنزل داخل غرف أو أقسام مختلفة من المبنى. ويختار آخرون رواية واحدة معينة، وعادة ما تكون تلك التي تعتبر الأكثر أهمية تاريخيا، ويعيدون المنزل إلى تلك الفترة المحددة.

## منظمات

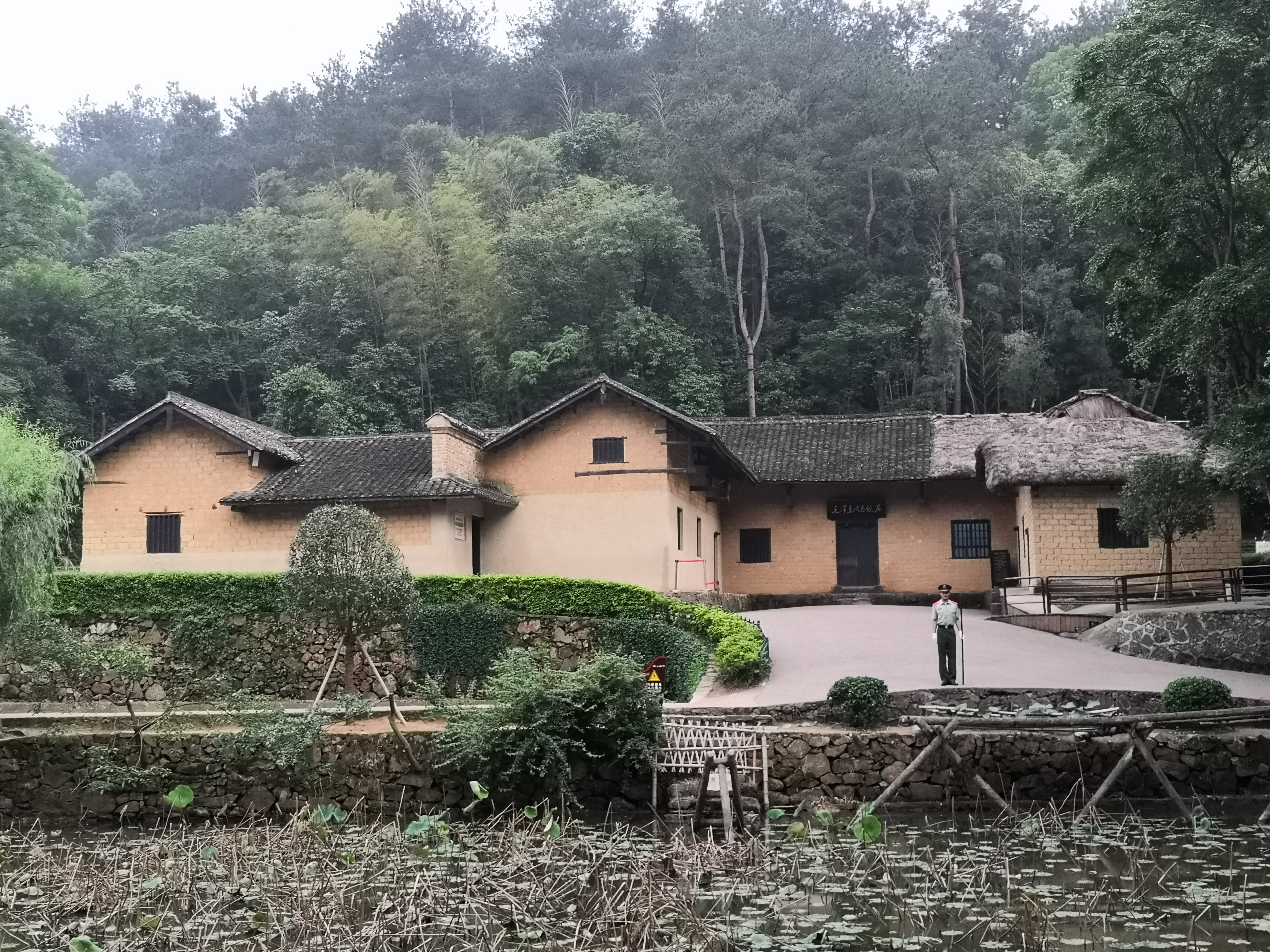
المقر السابق لماو تسي تونغ، شيانغتان، الصين

هناك عدد من المنظمات حول العالم التي تكرس نفسها للحفاظ على متاحف المنازل التاريخية أو ترميمها أو الترويج لها. يشملوا:
- صندوق البيت التاريخي, مدينة نيويورك.[12]
- جمعية البيوت التاريخية، المملكة المتحدة.
- صندوق المنازل التاريخية في نيو ساوث ويلز، سيدني.
- وادي هدسون التاريخي، تاريتاون نيويورك.
- نيو إنجلاند التاريخية، بوسطن.
- الجمعية الوطنية للسيدات المستعمرات الأمريكية، واشنطن العاصمة.[13]
- الصندوق الوطني للحفظ التاريخي، واشنطن العاصمة.
- الصناديق الوطنية الأسترالية, كانبيرا.[14]
- منظمة إنقاذ تراثنا، سان دييغو، كاليفورنيا.
- بيوت الكنز في إنجلترا، المملكة المتحدة.